# Arachnura scorpionoides
Arachnura scorpionoides es una especie de araña araneomorfa del género Arachnura,  familia Araneidae. Fue descrita científicamente por Vinson en 1863.
Se distribuye por Sudáfrica, Reunión, Madagascar, Ruanda y Tanzania. La especie se mantiene activa durante todos los meses del año excepto en mayo.